# The Flying Freight's Captive
The Flying Freight's Captive è un cortometraggio muto del 1914 diretto da  J.P. McGowan che qui appare anche tra gli interpreti del film.
È il quinto episodio del serial The Hazards of Helen.

## Produzione
Il film fu prodotto dalla Kalem Company.

## Distribuzione
Distribuito dalla General Film Company, il film - un cortometraggio in una bobina - uscì nelle sale cinematografiche USA il 12 dicembre 1914.